# Nicolas Colsaerts
Nicolas Colsaerts (nascido em 14 de novembro de 1982) é um golfista profissional belga que atualmente joga na European Tour e anteriormente na PGA Tour.
Se tornou profissional em 2000 e irá representar a Bélgica no individual masculino do golfe nos Jogos Olímpicos de Verão de 2016, no Rio de Janeiro, Brasil.